# Матфій Властар

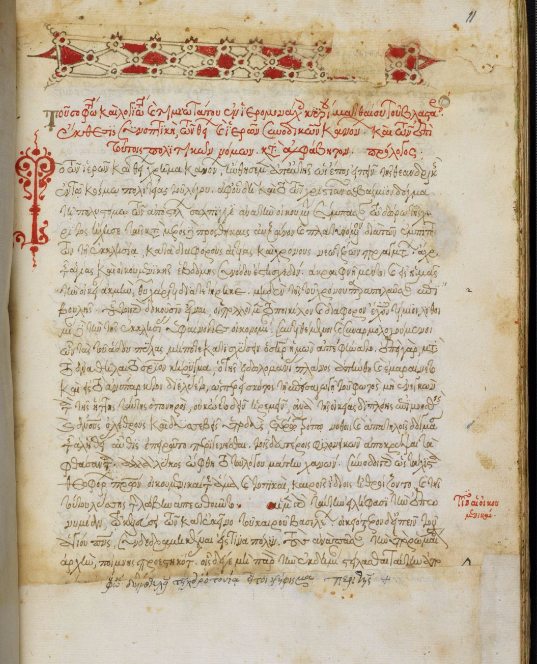
Матфій Властар. Алфавітна синтагма. Грецький рукопис листопад 1600 рік. Британська бібліотека.

Матфій Властар (грец. Ματθαίος Βλάσταρις) — візантійський каноніст, ієромонах з Солуні. Помер близько 1360.
В 1335 — випустив «Збірку за алфавітним порядком всіх предметів, що містяться у священних і божественних канонах» (Алфавітна Синтагма) яка невдовзі була перекладена на сербську мову і увійшла в «Законник» Душана, 1349. У XVII ст. була переведена Єпіфанієм Славинецьким на церковнослов'янську. Грецький текст зі слов'янським перекладом виданий Горчаковим в 1874 році.

## Праці
- Властарь Матфей. Письмо к принцу кипрскому Гю де Лузиньяну. Пер. арх. Арсения. М., 1891.
- Властарь Матфей. Алфавитная синтагма Матфея Властаря. М., 1892. Пер. Н.Ильинского. М., 1996.[3]